# 扎庫米
扎庫米（1994年6月16日出生）是2010年世界盃的吉祥物。他是一隻綠髮人形豹，在2008年9月22日向公眾發表。他的名字「ZA」源於南非的ISO 3166-1代碼，而「kumi」則是各種非洲語言中十的意思。

## 簡介
扎庫米的生日剛好是南非的青年節。在世界盃第17場A組的分組賽南非對烏拉圭的賽事當天是他的16歲生日。
扎庫米身上的綠色和黃色與南非體育服裝的顏色類同，而南非隊的球衣亦是這兩種顏色。
來自開普敦的安德里斯·奧登達爾（Andries Odendaal）是扎庫米的設計者。
扎庫米的官方格言是「扎庫米的賽事是公平競技」（Zakumi's game is Fair Play）。格言曾在2009年洲際國家盃的數字鐘廣告牌上出現，亦將會在2010年世界盃出現。
根據國際足協的漫畫，扎庫米將頭髮染成綠色是為了將自己隱藏在球場內。

## 爭論
最近，圍繞著吉祥物的爭議已經在南非出現。製作扎庫米公仔的合同由黃士豪博士（Dr. Shiaan-Bin Huang）的公司奪得，他本身是非洲人國民大會在南非議會的國會議員。合同外發到中華人民共和國的上海華聲塑膠工藝禮品有限公司進行生產。該合同的價值超過1.12億美金。由於南非製造業擔心會失去工作，因此南非總工會提出世界盃商品應該更多在原地採購。另外，對上海華聲塑膠工藝禮品有限公司是血汗工廠的指控，導致了2010年世界盃品牌的主授權商「全球品牌集團」（Global Brands Group）展開調查。製品廠則否認血汗工廠的指控，並聲稱上海華聲塑膠工藝禮品有限公司的工作環境「非常好」。

## 外部連結
- （英文）FIFA为Zakumi制作的官方网站 （页面存档备份，存于）